# Wesselburener Deichhausen
Wesselburener Deichhausen település Németországban, Schleswig-Holstein tartományban. Lakosainak száma 114 fő (2023. december 31.).

## Népesség
A település népességének változása:
| Lakosok száma | 170  | 107  | 107  | 109  | 109  | 114  |
|               | 1975 | 2017 | 2019 | 2021 | 2022 | 2023 |